# Gesetz zur Weiterentwicklung des Teilzeitrechts – Einführung einer Brückenteilzeit
Mit dem Gesetz zur Weiterentwicklung des Teilzeitrechts – Einführung einer Brückenteilzeit wurde zum 1. Januar 2019 das Recht auf eine zeitlich begrenzte Verringerung der Arbeitszeit, die so genannte Brückenteilzeit, in Deutschland eingeführt. Damit setzte die CDU/CSU-SPD-Koalition eine entsprechende Vereinbarung des Koalitionsvertrags vom 7. Februar 2018 um.
Rechtstechnisch wurde die Brückenteilzeit durch eine Ergänzung des Teilzeit- und Befristungsgesetzes (TzBfG) um die Vorschrift des § 9a verwirklicht.

## Inhalt

### Brückenteilzeit

Symbolfoto des Bundesarbeitsministeriums

Nach dem neuen § 9a Abs. 1 TzBfG haben Arbeitnehmer grundsätzlich einen Anspruch auf eine zeitlich begrenzte Verringerung ihrer Arbeitszeit, sofern keine betrieblichen Gründe dagegenstehen. Der Anspruch ist nicht an das Vorliegen bestimmter Gründe, zum Beispiel Kindererziehung oder Pflege von Angehörigen, gebunden.
Die Brückenteilzeit muss mindestens ein Jahr, darf höchstens jedoch fünf Jahre dauern. Nach dem Ende dieses Zeitraums kehrt der Arbeitnehmer automatisch zu seiner ursprünglich vereinbarten Arbeitszeit – in der Regel Vollzeit – zurück. Dieses „Rückkehrrecht“ gab es in gesetzlicher Form zuvor nicht.
Uneingeschränkt gilt das Recht auf Brückenteilzeit nur in Unternehmen mit mehr als 200 Arbeitnehmern. In Kleinbetrieben mit bis zu 45 Arbeitnehmern besteht kein Anspruch auf Brückenteilzeit. Für mittlere Betriebe (46–200 Arbeitnehmer) enthält § 9a Abs. 2 TzBfG eine Zumutbarkeitsregelung.
Die Bundesregierung geht davon aus, dass die Brückenteilzeit von etwa 155.000 Arbeitnehmern in Anspruch genommen werden wird. Dagegen vermuten Experten, dass die Brückenteilzeit für Arbeitnehmer nur bedingt attraktiv sein wird, weil sie sich im Voraus auf die Dauer der Teilzeit festlegen müssten. Kritisiert wird zudem, dass die Schwellenwerte willkürlich festgelegt worden seien. Arbeitnehmer in kleineren Betrieben könnten sich überhaupt nicht auf die neue Regelung berufen, Arbeitgeber mit 46 Arbeitnehmern würde hingegen gleich „die volle Wucht des Gesetzes“ treffen.

### Arbeit auf Abruf
Das Gesetz zur Weiterentwicklung des Teilzeitrechts verschärfte zudem die rechtlichen Anforderungen an die so genannte Arbeit auf Abruf. Wenn bei Abrufarbeit die Dauer der wöchentlichen Arbeitszeit nicht festgelegt ist, galt bisher kraft gesetzlicher Fiktion eine Arbeitszeit von 10 Stunden pro Woche als vereinbart. Durch das Gesetz zur Weiterentwicklung des Teilzeitrechts wurde diese Wochenarbeitszeit auf 20 Stunden erhöht, siehe § 12 Abs. 1 TzBfG. Laut Gesetzesbegründung soll damit ein Anreiz gesetzt werden, tatsächlich eine bestimmte Dauer der wöchentlichen Arbeitszeit festzulegen.
Die Erhöhung der fiktiven Wochenarbeitszeit kann bei Minijobbern, die Abrufarbeit leisten, einen Wegfall der Sozialversicherungsfreiheit bewirken: Eine Wochenarbeitszeit von 20 Stunden führt aufgrund des Mindestlohns von 9,19 Euro pro Stunde dazu, dass ein Monatslohn von mehr als 700 Euro erreicht wird. Die für Minijobs geltende Entgeltgrenze von 450 Euro (§ 8 Abs. 1 Nr. 1 SGB IV) wird damit überschritten. Die Tätigkeit wird sozialversicherungspflichtig.
Das Gesetz zur Weiterentwicklung des Teilzeitrechts begrenzt zudem durch den neuen § 12 Abs. 2 TzBfG die maximale Dauer einer möglichen zusätzlichen Abrufarbeit. Dies soll den betreffenden Arbeitnehmern mehr Planungssicherheit geben.

## Nachfrage nach Brückenteilzeit
Nach Angaben des ifo Instituts für Wirtschaftsforschung wurden in den ersten sechs Monaten seit Inkrafttreten des Gesetzes in einem Drittel aller Unternehmen Ansprüche auf Brückenteilzeit geltend gemacht. In den übrigen Unternehmen war die Brückenteilzeit kein Thema.